# Liga da Justiça (revista em quadrinhos)
Título mensal do maior e mais popular grupo de super-heróis do Universo DC, a Liga da Justiça.
O primeiro título brasileiro da Liga da Justiça foi na Revista Justiceiros da EBAL.

## Primeira Série
| Edição nacional | História 1                                   | História 2         | História 3                    | História 4                                           | Data de publicação |
| --------------- | -------------------------------------------- | ------------------ | ----------------------------- | ---------------------------------------------------- | ------------------ |
| #12             | JLA #69                                      | JSA #28            | The Flash #187                | Green Lantern #151                                   |                    |
| #19             | JLA #76                                      | JSA #35            | The Flash #194                | Green Lantern #158                                   |                    |
| #28             | JLA #87                                      | JSA #48            | JSA #49                       | The Flash #203                                       |                    |
| #33             | JLA #101                                     | JSA #59            | JSA #60                       | The Flash #208                                       |                    |
| #34             | JLA #102                                     | JSA #61            | The Flash #209                | The Flash #210                                       |                    |
| #35             | JLA #103                                     | JLA #104           | JSA #62                       | The Flash #211                                       |                    |
| #36             | JLA #105                                     | JSA #63            | JSA #64                       | The Flash #212                                       |                    |
| #37             | JLA #106                                     | JSA #65            | The Flash #213                | The Flash #214                                       |                    |
| #38             | JLA #107                                     | JSA #66            | The Flash #215                | JLA Classified #01                                   |                    |
| #39             | JLA #108                                     | JSA #67            | The Flash #216                | JLA Classified #02                                   | jan 06             |
| #40             | JLA #109                                     | JSA #68            | The Flash #217                | JLA Classified #03                                   | fev 06             |
| #41             | JLA #110                                     | JLA #111           | JSA #69                       | The Flash #218                                       | mar 06             |
| #42             | JLA #112                                     | JSA #70            | JSA #71                       | The Flash #219                                       | abr 06             |
| #43             | JLA #113                                     | JSA #72            | The Flash #220                | Green Lantern - Secret Files and Origins 2005 I e II | mai 06             |
| #44             | JLA #114                                     | JSA #73            | The Flash #221                | Green Lantern #01                                    | jun 06             |
| #45             | JLA #115                                     | JSA #74            | The Flash #222                | Green Lantern #02                                    | jul 06             |
| #46             | JLA #116                                     | JSA #75            | The Flash #223                | Green Lantern #03                                    | set 06             |
| #47             | JLA #117                                     | JLA #118           | JSA #76                       | The Flash #224                                       | out 06             |
| #48             | JLA #119                                     | JSA #77            | The Flash #225                | Green Lantern #04                                    | nov 06             |
| #49             | JLA #120                                     | JSA #78            | Flash #227                    | Green Lantern #05                                    | dez 06             |
| #50             | JLA #121                                     | JSA #79            | Flash #228                    | Green Lantern #06                                    | jan 07             |
| #51             | JLA #122                                     | JLA #123           | JSA #80                       | Flash 229                                            | fev 07             |
| #52             | JLA #124                                     | JSA #81            | Flash #230                    | Green Lantern #07                                    | mar 07             |
| #53             | JLA #125                                     | JSA #82            | Green Lantern #08             | Green Lantern #09                                    | abr 07             |
| #54             | JLA Classified #26                           | JSA #83            | JSA Classified #05            | Green Lantern #10                                    | mai 07             |
| #55             | JLA Classified #27                           | JSA #84            | JSA Classified #06            | Green Lantern #11                                    | jun 07             |
| #56             | JLA Classified #28                           | JSA #85            | JSA Classified #07            | Green Lantern #12                                    | jul 07             |
| #69             | Justice League of America #11                | JLA Classified #46 | JLA Classified #47            | JLA Classified #48                                   | ago 08             |
| #70             | Justice League of America #12                | All Flash #1       | Justice Society of America #8 | Wonder Woman #11                                     | set 08             |
| #71             | Justice League of America Wedding Special #1 | Wonder Woman #12   | Wonder Woman Annual #1        | The Flash #231                                       | out 08             |
| #72             | Justice League of America #13                | Wonder Woman #13   | The Flash #232                | Justice Society of America #9                        | nov 08             |
| #73             | Justice Society of America #10               | Wonder Woman #14   | The Flash #233                | Justice League of America #14                        | dez 08             |